# Bradley Fink
Bradley Thomas «Brad» Fink (* 17. April 2003 in Cham) ist ein Schweizer Fussballspieler, der auch die britische Staatsbürgerschaft besitzt. Der Stürmer steht beim FC Basel unter Vertrag und ist Nachwuchsnationalspieler.

## Karriere

### Vereine

#### Ausbildung in der Schweiz und bei Borussia Dortmund
Fink, der ab Sommer 2015 bereits mit einem Personaltrainer zusammenarbeitete, spielte bis Juli 2019 beim FC Luzern. Mit der U15 und U16 des Klubs gewann der Angreifer, der spätestens zu dieser Zeit als «eines der grössten Schweizer Stürmertalente» galt, jeweils das «Double» aus Meisterschaft und Cup. Darüber hinaus bekam er vom Sportartikelhersteller Puma, der mit ihm bereits 2018 einen Werbespot gedreht hatte, einen goldenen Schuh als bester Torschütze der U16-Liga (40 Tore in 21 Partien) überreicht. Fink wechselte anschliessend nach Deutschland in das Nachwuchsleistungszentrum von Borussia Dortmund, wo er einen drei Jahre gültigen Ausbildungsvertrag erhielt. Bis zuletzt hatte er neben seinem Engagement als Spieler seinem Vater bei den F-Junioren seines ersten Vereins SC Cham assistiert. Der Spieler hatte in Luzern aufgrund seines Alters keine Vertragsbindung, weshalb sich der BVB wie auch 16 weitere Vereine aus Europa (darunter die AS Rom oder Espanyol Barcelona) an dessen Vater oder seine Berater wandten, was beim damaligen Luzerner Nachwuchschef Genesio Colatrella auf Unmut stiess. Vater Thomas Fink begründete den Schritt damit, dass man für Bradley einen Verein finden wollte, der «auf den Nachwuchs baut, um nicht zu sagen, von erfolgreicher Nachwuchsarbeit abhängig ist»; auch der Junge selbst schätzte später seine Möglichkeiten, in Dortmund Profi zu werden, als höher ein. Seinem Vater ging es auch darum, dass Bradley sich im Nachwuchs entwickelt, anstatt verfrüht im Herrenbereich eingesetzt zu werden – «Man muss hier den Druck rausnehmen. Die Welt ist voll von Spielern, die zu früh gehypt wurden und es dann nicht geschafft haben.»
Da er im Juni noch Pflichtspiele absolviert hatte, bot ihm sein neuer Verein an, später in die Vorbereitung zu starten, Fink wollte sich jedoch «keine Extrawürste rausnehmen». Er zog mit anderen Nachwuchsspielern in das vereinseigene Internat und lebte an den Wochenenden bei seinen Eltern, die zu diesem Zweck eine zusätzliche Wohnung am Dortmunder Phoenix-See anmieteten. Dem Neuzugang fiel schnell auf, dass im Nachbarland mit anderer Intensität und höherem Tempo gespielt wurde, auch das professionelle Umfeld registrierte er ebenso wie das gesonderte Stürmertraining und die Einheiten mit dem «Toptalentemanager» Otto Addo positiv. Mit der Dortmunder B-Jugend nahm der Schweizer vor der Pflichtspielsaison am renommierten U17-Bundesliga-Cup im Hohenlohekreis teil, bei dem man bis in den Halbfinal vorstiess; Fink selbst war der beste Torschütze des Wettbewerbs. Parallel dazu übersprang er die 10. Klasse des Gymnasiums in Brackel und holte den Lernstoff nach, um im Jahr 2021 mit 18 Jahren seine Matura ablegen zu können.
In seiner ersten Saison mit der U17 war Fink zunächst alleiniger Mittelstürmer, in der Rückrunde wurden ihm dann als Teil einer Doppelspitze Tekin Gençoğlu oder Samuel Bamba zur Seite gestellt. Noch vor den Mittelfeldspielern Ken Mata und Göktan Gürpüz war der Schweizer mit 16 Scorerpunkten in 18 Spielen der effektivste Offensivspieler des Teams, das nur ein Spiel verlor und gegen Konkurrenten wie Preussen Münster, den SV Lippstadt oder die SG Unterrath hohe Siege feiern konnte. Im März 2020 musste der Spielbetrieb im Juniorenbereich aufgrund der COVID-19-Pandemie eingestellt werden, nach einer Abrechnung per Quotientenregelung landete man knapp hinter Köln auf dem zweiten Rang. Sebastian Geppert, B-Jugend-Trainer des BVB, lobte neben Finks Beidfüssigkeit dessen physische Konstitution, seine Mitarbeit im Gegenpressing sowie seine technische Versiertheit. Niklas Kuhr, der im Auftrag des Projekts BVBJugend einen guten Draht zum Dortmunder Nachwuchs pflegte, schrieb dem Jungspieler seinerseits aber Defizite bei der Chancenverwertung zu und mahnte, dieser müsse sich seine Grösse in der Luft mehr zu Nutze machen. Zur Saison 2020/21 rückte der Stürmer in die U19 auf, wo er als Nachfolger von Youssoufa Moukoko galt, der bei den Profis eingebunden wurde. Pandemiebedingt konnte die Dortmunder A-Jugend lediglich vier Liga- sowie ein Juniorenpokalspiel bestreiten (alle wurden gewonnen), bevor die Spielzeit erst unter- und schliesslich abgebrochen wurde. Im Winter hielt sich der junge Spieler gemeinsam mit seinem Personaltrainer Björn Schulz sowie seinem Landsmann und ehemaligen Nationalspieler Stephan Lichtsteiner fit und gab an, spätestens im Sommer 2022 Profi in Dortmund werden zu wollen.
Gemeinsam mit der U19 des BVB konnte Fink im Frühjahr 2021 wieder auf dem Feld stehen, als gegen die noch am Regionalligaspielbetrieb teilnehmenden Herrenmannschaften des SV Rödinghausen oder von Lippstadt 08 siegreiche Testspiele absolviert wurden; der Schweizer traf in diesen zweimal. Einige Monate später gewann das Team im Rahmen der Sommervorbereitung den U19-Bundesliga-Cup in Schwäbisch Hall, bei dem man nach einem Sieg gegen den Rivalen Schalke 04 das Endspiel erreichte. Dies bestritt Dortmund gegen die TSG Hoffenheim, auch hier schoss Fink zwei Tore und entschied somit die Partie, welche mit 3:1 endete. Da die Weststaffel später in die Ligasaison ging als die anderen beiden Staffeln, rief der WDFV den NRW-Ligapokal der Junioren ins Leben. Im Rahmen dieses Vorbereitungsturniers unter Wettkampfbedingungen traf der Schweizer beim 8:0 gegen Alemannia Aachen in der Gruppenphase fünfmal. Als Gruppensieger zog er mit dem BVB in den Halbfinal gegen Rot-Weiss Essen ein und schoss neun von 17 Toren seiner Mannschaft. Weder an der Partie gegen Essen noch am anschliessenden Endspiel gegen Schalke, das der BVB gewann, nahm Fink teil; neben dem Pokal erhielt er eine Auszeichnung als bester Torschütze des Wettbewerbs.

#### Erste Profierfahrungen beim BVB
Nachdem Fink im weiteren Verlauf der Saison 2021/22, seiner letzten als Junior, für die U19 bis zur Winterpause regelmässig getroffen hatte, debütierte er im Januar 2022 für die U23 in der 3. Liga und erhielt auch im Anschluss von Trainer Enrico Maaßen weitere Berücksichtigungen. In der UEFA Youth League war der Schweizer direkt an zehn Treffern beteiligt und wirkte so entscheidend daran mit, dass das Team bis in den Viertelfinal des Wettbewerbs vorstossen konnte, was noch keiner A-Jugend des BVB zuvor gelungen war. In diesem Viertelfinal verschoss Fink gegen Atlético Madrid in der Anfangsphase einen Penalty, letztendlich gelang den Dortmundern kein Tor, und man verlor mit 0:1 gegen die Spanier.
Da nach dieser Saison Finks Juniorenzeit endete, wurde er zur Saison 2022/23 vollends in die zweite Mannschaft integriert, wohingegen Moukoko wie auch der 18-jährige Jamie Bynoe-Gittens fester Bestandteil des Bundesligateams blieben.

#### Rückkehr in die Schweiz
Mitte August 2022 wechselte Fink nach vier Spielen für den BVB II in die Schweizer Super League und unterschrieb einen bis Juni 2026 gültigen Vertrag beim Vizemeister und Europapokalteilnehmer FC Basel, zu dem bereits zuvor Torhüter Marwin Hitz aus der ersten Mannschaft des BVB gewechselt war. Bezüglich des Wechsels äusserte sich der Spieler mit den Worten «Der Call mit Trainer Alex Frei hat mich total überzeugt davon, dass ich mich beim FCB als Spieler und Person so weiterentwickeln kann, wie ich es mir erhoffe. Ich habe brutal viel Lust, beim FCB zu spielen und hoffentlich meinen Teil zum Erfolg beizutragen» und könnte sich hiermit auch auf den Fakt bezogen haben, dass er bis dahin nicht für die erste Mannschaft des BVB nominiert worden war. Für die Europa Conference League konnten sich die Basler nach einem 0:1 sowie einem 2:0 gegen ZSKA Sofia qualifizieren. Fink war für diese Partien jedoch nicht spielberechtigt und debütierte für seinen neuen Verein stattdessen im Cup, wo er im Erstrundenspiel gegen den FC Allschwil per Kopf das zwischenzeitliche 2:0 (Endstand 5:0) erzielte. Ein weiteres Kopfballtor gelang dem 1,91 m grossen Angreifer direkt im Anschluss an seine Einwechslung zum 3:2-Endstand gegen St. Gallen. Bis zur Winterpause schoss Fink drei weitere Tore und gehörte mit seinen fünf gesamten Saisontreffern zu den vier besten Torschützen der Mannschaft. Allerdings rangierte Basel zu diesem Zeitpunkt nur auf Rang 5 und somit auf keinem Europapokalplatz. In der Conference League konnte man sich gegen Pjunik Jerewan und Žalgiris Vilnius durchsetzen und erreichte als Tabellenzweiter hinter Slovan Bratislava die Zwischenrunde. Hieran war Fink mit drei Assists beteiligt gewesen, unter anderem hatte er beim 3:3 gegen Slovan einen Strafstoss, den sein Mitspieler Darian Males verwandelte, herausgeholt. In der Rückserie hatte der 20-Jährige häufig das Nachsehen gegenüber den Schweizer Nationalstürmern Andi Zeqiri, Zeki Amdouni sowie dem ebenfalls neu verpflichteten Jean-Kévin Augustin. In mehreren Spielen wurde er sogar gar nicht eingesetzt, beispielsweise in den beiden Europa Conference-League-Halbfinalpartien gegen die AC Florenz, nach denen die Basler aus dem Wettbewerb ausschieden. Am Saisonende standen für Fink wettbewerbsübergreifende sieben Tore sowie drei Vorlagen zu Buche, mit Basel gewann er keinen Titel, als Fünfter gelang aber noch die Qualifikation für die Qualifikationsphase der Europa Conference League.
Um im folgenden Sommer die Abgänge von Amdouni und Dan Ndoye zu kompensieren, verpflichtete der FC Basel mehrere Offensivspieler und lieh beispielsweise Fink für die Saison 2023/24 an den Ligakonkurrenten Grasshopper Club Zürich aus. Der Leihstürmer war fester Bestandteil der Mannschaft von Trainer Bruno Berner sowie dessen Nachfolger Marco Schällibaum. Allerdings verlor er mit den Grasshoppers in der Saisonendphase auch fünfmal in Folge und konnte nur vier Tore (davon je zwei in Cup und Liga) und zwei Vorlagen zur Gesamtleistung beisteuern. Nach einer drei Spiele andauernden Rotsperre (er hatte von der Ersatzbank aus Beleidigungen ausgesprochen) kehrte Fink am letzten Spieltag auf den Platz zurück. Zu diesem Zeitpunkt stand die Mannschaft bereits sicher auf dem vorletzten Platz in der Abstiegsrunde, was die Teilnahme an der Barrage bedeutete. In dieser setzte sich Zürich gegen den FC Thun durch, wobei Fink nur auf einen Kurzeinsatz kam.
Zur Folgesaison kehrte der Stürmer wieder zum FC Basel zurück. Dort wirkte er in insgesamt 16 Ligaspielen mit, davon die meisten als Einwechselspieler, und konnte mit der Mannschaft 2025 sowohl die Schweizer Meisterschaft als auch den Cup gewinnen.

### Nationalmannschaften
Da Fink neben dem Schweizer Bürgerrecht auch die britische Staatsbürgerschaft besitzt, ist er für den schweizerischen, englischen, schottischen, walisischen und nordirischen Fussballverband spielberechtigt.
Fink läuft seit der U15 für Schweizer Nachwuchsmannschaften auf. Mit der U17 nahm er an der Qualifikation zur EM 2021, die letztendlich in Folge der COVID-19-Pandemie nicht ausgetragen wurde, teil. Für diese war er in sieben Spielen siebenmal vor dem Tor erfolgreich.

## Erfolge und Auszeichnungen
FC Luzern
- Schweizer U15-Meister: 2018
- Schweizer U15-Cupsieger: 2018
- Schweizer U16-Meister: 2019
- Schweizer U16-Cupsieger: 2019

Borussia Dortmund
- Deutscher A-Junioren-Meister: 2022
- Meister der A-Junioren-Bundesliga West: 2022
- NRW-Junioren-Ligapokalsieger: 2021

FC Basel
- Schweizer Meister: 2025
- Schweizer Cup-Sieger: 2025

Persönlich
- Bester Torschütze des NRW-Junioren-Ligapokals: 2021 (9 Tore)
- Bester Torschütze des DFB-Pokals der Junioren: 2022 (5 Tore)